# Upshi
Upshi é uma aldeia do Ladaque, noroeste da Índia. Pertence ao distrito de Lé, tehsil de Lé e ao bloco de Kharu. Em 2011 tinha 128 habitantes, 50% do sexo masculino e 50% do sexo feminino.
Situa-se à beira do rio Indo, a 3 400 metros de altitude, no local onde a estrada Manali–Lé se cruza com a estrada que sobe o vale do Indo em direção a Nyoma (a 133 km) e Hanle (a 207 km), na extremidade sudeste do Ladaque. Lé situa-se 47 km a noroeste, Gia 26 km a sul-sudoeste e Manali 425 km a sul-sudoeste (distâncias por estrada). 15 km a sudoeste de Upshi encontra-se a pequena aldeia de Miru, onde há várias estupas e um antigo forte arruinado. A estrada para Hanle segue o percurso de uma antiga rota comercial que ligava Manali ao Tibete.[carece de fontes?] Uma atividade económica da área é o pastoreio de cabras que produzem lã paxemina.